# Kosmická loď (celulární automat)

Ortogonální kosmické lodě v Conwayově hře Life s různými rychlostmi (všechny známé od roku 2009, s výjimkou 17c/45 „pásáku“,). Některé kosmické lodě „letí“ rychleji než jiné.

Konečný vzor v celulárních automatech se nazývá kosmická loď, pokud se po určitém počtu generací objeví stejný vzor se stejnou orientací ale v jiné pozici. Nejmenší počet generací se nazývá perioda kosmické lodě.

## Popis
Rychlost kosmické lodi se často vyjadřuje pomocí c, což metaforicky označuje rychlost světla (posun o jednu buňku za generaci), což je v mnoha celulárních automatech maximální rychlost šíření. Například kluzák ve hře Life má rychlost {\displaystyle c/4}, protože jeho posun o jednu buňku trvá čtyři generace. Obdobně odlehčená kosmická loď má rychlost {\displaystyle c/2}, protože se za čtyři generace posune o dvě buňky. Obecně, pokud se kosmická loď v 2D automatu s Moorovým okolím posune o {\displaystyle (x,y)} za {\displaystyle n} generací, pak lze její rychlost {\displaystyle v} definovat takto:
{\displaystyle v={\frac {\max \left(|x|,|y|\right)}{n}}\,c}
Tuto notaci lze zobecnit na celulární automaty s jiným počtem rozměrů než dva.
Pullalong je vzor, který sám není kosmickou lodí, ale který lze připojit na záď kosmické lodi a tak vytvořit větší kosmickou loď. Obdobně pushalong lze umístit dopředu. Slovem tagalong se označují buď tyto vzory anebo vzor, který lze umístit na boku kosmické lodě, aby vznikla větší kosmická loď.
Vzor, který způsobí změnu směru pohybu kosmické lodě, se nazývá reflektor. Pokud se mění i tvar kosmické lodě, nazývá se konvertor.
Zajímavou vlastností některých kosmických lodí je, že je lze upravit na kouřící vlak. Kosmické lodě mohou také sloužit pro vysílání informací. Například ve hře Life je schopnost kluzáku (nejjednodušší kosmické lodě ve hře Life) vysílat informace částí důkazu, že hra Life je Turingovsky úplná.
Lidi zabývající se hrou Life nadchl neočekávaný objev malé kosmické lodě s velkou periodou v březnu 2016. Byla pojmenována „ploskolebec“. Podobný vzor nazývaný „loafer“, byl nalezen o několik let dříve.
V březnu 2018 byla objevena první elementární kosmická loď s posuvem (2,1) (jako jezdec v šachu) pojmenovaná Sir Robin.